# Фторид урана-трикалия
Фторид урана-трикалия — неорганическое соединение,
двойной фторид калия и урана с формулой K3UF7,
кристаллы.

## Получение
- Действие тетрафторобромата калия на уран:

{\displaystyle {\mathsf {U+4KBrF_{4}\ {\xrightarrow {}}\ K_{3}UF_{7}+2BrF_{2}\uparrow +BrF_{3}\uparrow }}}

## Физические свойства
Фторид урана-трикалия образует кристаллы нескольких модификаций :
- K3UF7, кубическая сингония, пространственная группа F m3m, параметры ячейки a = 9,22 нм, Z = 4;
- α-K3UF7, тетрагональная сингония, пространственная группа I 4/amd, параметры ячейки a = 0,920 нм, c = 1,840 нм, Z = 8;
- β-K3UF7, ромбическая сингония, пространственная группа P mmn, параметры ячейки a = 0,658 нм, b = 0,831 нм, c = 0,722 нм, Z = 8.